# ریهو تراس
ریهو تراس (انگلیسی: Riho Terras؛ زادهٔ ۱۷ آوریل ۱۹۶۷) ارتشبد و سیاستمدار اهل استونی است. وی از سال ۲۰۲۰ عضو پارلمان اروپا است.
وی همچنین برندهٔ جوایزی همچون لژیون دونور (افسر) و نشان شیر فنلاند شده‌است.